# Eryngium amorginum
Eryngium amorginum är en flockblommig växtart som beskrevs av Karl Heinz Rechinger. Eryngium amorginum ingår i släktet martornar, och familjen flockblommiga växter. Inga underarter finns listade i Catalogue of Life.